# Samuel Adegbenro
Samuel Adegbenro, né le 3 décembre 1995 à Osogbo au Nigeria, est un footballeur nigérian qui évolue au poste d'ailier gauche au Beijing Guoan.

## Biographie

### Viking Stavanger
Né à Osogbo au Nigeria, Samuel Adegbenro commence sa carrière de footballeur dans son pays, au Nigeria, avec le club du Kwara United. Il rejoint l'Europe et le club norvégien du Viking Stavanger le 5 février 2015 et s'engage pour un contrat de quatre ans. 
Il joue son premier match avec son nouveau club le 6 avril 2015, pour la première journée de la saison 2015 du championnat de Norvège, face au Mjøndalen IF. Il est titulaire ce jour-là mais son équipe s'incline sur le score de un but à zéro. Le 4 mai 2015, pour la sixième journée de championnat, Viking Stavanger affronte le Molde FK et Adegbenro inscrit ce jour-là son premier but pour le club, permettant à son équipe d'égaliser. Viking remporte d'ailleurs cette partie au terme de la rencontre (2-1).

### Rosenborg
Grâce à ses performances remarquées avec le Viking Stavanger, Adegbenro attire le club le plus important de Norvège, le Rosenborg BK, qui le fait signer le 15 août 2017. Deux jours plus tard Adegbenro fait ses débuts sous ses nouvelles couleurs contre l'Ajax Amsterdam, pour ce qui est son premier match de Ligue Europa. Alors que le score est de zéro à zéro, il entre en jeu et marque le seul but de la rencontre dix minutes après être entré sur la pelouse, donnant ainsi la victoire à Rosenborg.

### IFK Norrköping
Le 13 janvier 2021 est annoncé le transfert de Samuel Adegbenro au club suédois de l'IFK Norrköping. Dès sa première saison il termine meilleur buteur du championnat de Suède avec 17 réalisations.

### Beijing Guoan
Le 15 avril 2024, Samuel Adegbenro rejoint la Chine afin de s'engager en faveur du Beijing Guoan.

### Retour en prêt à Viking
Le 30 août 2023, Adegbenro fait son retour au Viking FK sous la forme d'un prêt jusqu'à la fin de l'année.

## Palmarès
- Rosenborg BK
  - Champion de Norvège en 2017 et 2018.

### Distinctions personnelles
| IFK Norrköping - Championnat de Suède : - Meilleur buteur : 2021 avec 17 réalisations. |